# Glayde Whitney
Glayde D. Whitney (1939 – 8. ledna 2002) byl americký a behaviorální genetik a profesor psychologie na Florida State University. Ve svých pracích se zabýval genetikou smyslové soustavy u myší a výzkumem v oblastí rasy a inteligence a eugenikou.

## Vzdělání
Whitney se narodil v Montaně, ale vyrůstal ve státě Minnesota. Na University of Minnesota získal bakalářský titul a později i doktorát. Posléze pracoval jako postgraduální výzkumník v rámci Institute for Behavioral Genetics na University of Colorado at Boulder. Od roku 1970 působil na Florida State University, kde získal profesuru.
Whitney byl častým přispěvatelem magazínů jako Mankind Quaterly, The g Factor Newsletter nebo The William McDougall Newsletter. Když byl v roce 1995 končícím prezidentem Behavior Genetics Association, ve svém prezidentském projevu zmínil nutnost zkoumání možnosti genetických faktorů jako příčiny vysoké kriminality černošského obyvatelstva v Americe. Někteří členové této asociace v reakci na to požadovali jeho rezignaci.

## Publikační činnost a veřejná prohlášení
V roce 1998 napsal předmluvu ke knize My Awakening od Davida Dukea. V knize Duke využívá genetiku k podpoře úsilí o resegregaci škol s argumentem, že je lepší dávat děti do skupin v souladu s jejich přirozenými schopnostmi. Whitney v předmluvě tvrdí, že tato kniha, navzdory Dukeově reputaci, má hodnotu jako soubor vědeckých důkazů a popisuje ji jako pečlivě zdokumentovanou, akademicky vynikající práci sociobiologicko-politické historie. Uvedl též, že zjistil, že Dukeův "rasismus" nevychází z nenávisti, ale z vědy a historie.
Whitney vystupoval proti údajné rozdílnosti názorú expertů a veřejnosti ohledně rasové behaviorální genetiky a tvrdil, že soukromé diskuze na vědeckých setkáních se liší od veřejných vystoupení. Tvrdil, že oponenti takového výzkumu jsou proti vědecké tradici otevřeného bádání. Whitney vyzvedával vědecké úspěchy Židů, ale obviňoval „organizované židovstvo“ z toho, že hraje prominentní roli v potlačování rasové behaviorální genetiky jako následek rasismu směrovaného proti Židům, což vede k neupřímné a pokrytecké verzi egalitarismu. Whitney psal články pro Institute for Historical Review, organizace propagující historický revizionismus, a vystupoval i na jejích konferencích.
Whitney argumentoval pro dědičnost nepoměru IQ mezi rasami a považoval afirmativní akci za důsledek větší nesourodosti mezi veřejnou rétorikou a vědeckou skutečností.
„Když se objevily tvrdé vědecké údaje, začalo být čím dál jasnější, že genetické rozdíly (dědičnost) hrály v nerovnoměrnosti velkou roli. Na veřejnosti ale začalo být politicky nekorektní už jen přiznat, že existuje rozdíl.“
Díky svým názorům Whitney dostával výhrůžky smrtí a jeho oponenti se snažili i o jeho propuštění z Floridské státní univerzity. Senát Floridy v roce 1999 odhlasoval deklaraci „odsuzující rasismus a bigotnost, ke kterým se hlásí profesor Florida State University Glayde Whitney“. Whitney uvedl, že kontroverze odvedla pozornost od toho, co bylo myšleno jako vědecká diskuze, a prohlásil, že „rasy se liší v mnoha genetických systémech, které ovlivňují vše od chování a psychologie po fyziologii, lékařství a sport… Vyřvávání špinavostí nezmění realitu.“ Ruhston označil útoky vůči Whitneymu jako ukazku toho, jak politická korektnost ovládá debatu o rasových rozdílech.
Zemřel v roce 2002 na rozedmu plic. Téhož roku vyšla kniha Race, Genetics and Society, která je posmrtým výběrem jeho textů.